# Bror Hannes Päivänsalo

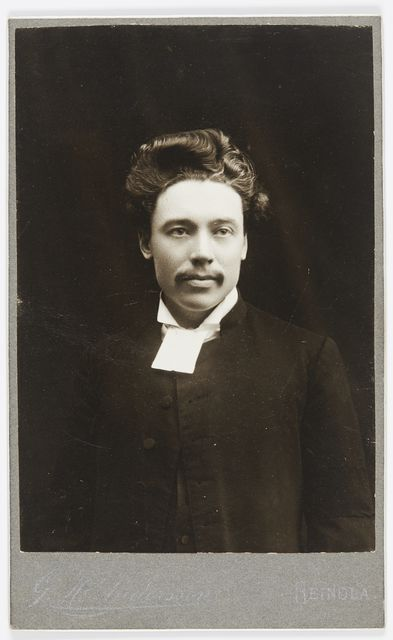
B.H. Päivänsalo.

Bror Hannes Päivänsalo (B.H. Päivänsalo, till 1906 Helander), född 1 januari 1875 i Åbo, död 23 augusti 1933, var en finländsk präst och politiker. 
Päivänsalo, som blev teologie doktor 1907, var ledare för Helsingfors stadsmission 1906–1933 (med avbrott för tiden 1917–1921). Han var även ledamot av Finlands lantdag 1917–1918 (för Finska partiet) och av Finlands riksdag 1929–1932 (för Samlingspartiet).